# Hutberg (Šluknovská pahorkatina, 503 m)
Hutberg (česky doslovně Strážný vrch) je kopec s nadmořskou výškou 503 m ležící na česko-německé státní hranici. Vrchol se nachází na území hornolužické obce Steinigtwolmsdorf v zemském okrese Budyšín v Sasku.

## Charakteristika
Vrch leží v německé části Šluknovské pahorkatiny (Lausitzer Bergland) a její mesogeochoře Západní hornolužická vrchovina (Westliches Oberlausitzer Bergland). Ze západu na něj bezprostředně navazuje vrch Stráž (460 m) a dále s ním sousedí kopce Jáchym (475 m), Mannsberg (464 m) a Buková hora (Šluknovská pahorkatina) (512 m). Geologické podloží tvoří hybridní dvojslídý granodiorit doplněný žílami doleritu a svahovými sutěmi v sedle mezi Hutbergem a Mannsbergem. Převládajícím půdním typem je podzolová kambizem. Většina vrchu náleží k povodí Sebnice, severovýchodní a východní svahy pak k povodí Sprévy. Kromě severní části je Hutberg porostlý smrkovým lesem. Vrch leží v chráněné krajinné oblasti Oberlausitzer Bergland.
Po státní hranici prochází modře značená turistická stezka, na kterou se u hraničního přechodu v sedle mezi Hutbergem a Bukovou horou napojuje žlutá a zelená stezka. Na hraničním přechodu stojí od roku 2018 replika československého hraničního sloupu.